# Ballads (John Coltrane)
| Recensione                          | Giudizio |
| ----------------------------------- | -------- |
| Down Beat (LP originale)            | [ 1 ]    |
| AllMusic                            | [ 2 ]    |
| The Penguin Guide to Jazz           | [ 3 ]    |
| The Rolling Stone Jazz Record Guide | [ 4 ]    |

Ballads è il 12º album di John Coltrane, pubblicato nel 1962.

## Descrizione
Il disco venne registrato dal John Coltrane Quartet nel dicembre 1961 e nel settembre/novembre 1962, e fu pubblicato dalla Impulse! nel 1962. Il critico musicale Gene Lees afferma che il quartetto non aveva mai suonato prima i brani e che li registrò tutti (eccetto All or Nothing at All) durante la prima sessione senza fare prove.

## Tracce
1. Say It (Over and Over Again) – 4:18 (musica: Jimmy McHugh; Frank Loesser scrisse le parole del testo ma questa registrazione è solo strumentale.)
2. You Don't Know What Love Is – 5:15 (musica: Gene DePaul; Don Raye scrisse le parole del testo ma questa registrazione è solo strumentale.)
3. Too Young to Go Steady – 4:23 (musica: McHugh; Harold Adamson scrisse le parole del testo ma questa registrazione è solo strumentale.)
4. All or Nothing at All – 3:39 (musica: Arthur Altman; Jack Lawrence scrisse le parole del testo ma questa registrazione è solo strumentale.)
5. I Wish I Knew – 4:54 (musica: Harry Warren; Mack Gordon scrisse le parole del testo ma questa registrazione è solo strumentale.)
6. What's New? – 3:47 (musica: Bob Haggart; Johnny Burke scrisse le parole del testo ma questa registrazione è solo strumentale.)
7. It's Easy to Remember – 2:49 (musica: Richard Rodgers; Lorenz Hart scrisse le parole del testo ma questa registrazione è solo strumentale.)
8. Nancy (With the Laughing Face) – 3:10 (musica: Jimmy Van Heusen; Phil Silvers scrisse le parole del testo ma questa registrazione è solo strumentale.)

## Formazione
- John Coltrane: sassofono tenore/sassofono soprano
- McCoy Tyner: pianoforte
- Jimmy Garrison: contrabbasso
- Elvin Jones: batteria

Tecnici
- Rudy Van Gelder: ingegnere del suono
- Bob Thiele: produzione
- Jim Marshall: fotografie